# Cal Ramon (Torrelles de Llobregat)
Cal Ramon és una obra eclèctica de Torrelles de Llobregat (Baix Llobregat) inclosa a l'Inventari del Patrimoni Arquitectònic de Catalunya.

## Descripció
Edifici de planta rectangular que ocupa la cruïlla de dos carrers que convergeixen en una plaça i aprofita la situació per crear l'entrada just en la part que dona a la plaça i remarcar-la amb un baló que ocupa el primer pis. Té dos plantes (planta baixa i un pis) i una galeria, que es la part on se situen les golfes. To l'estructura de la casa es desenvolupa regularment tot i el fort desnivell, en pendent, del terreny que ocupa. Són interessants els elements en ferro forjats de la barana del balcó. La teulada és a quatre vessants.

## Història
Construït durant els segles XIX i XX, corresponents a l'època de gran creixement demogràfic i ulterior immigració.